# الفاوت
الفاوت روستایی در استان همدان ایران است. این روستا در دشتی در حاشیه جاده ملایر - همدان قرار گرفته است. این روستا در ۴۵ کیلومتری ملایر قرار دارد.

## نام
الفاوت معرب الپاوت نام طایفه ای از ترکان اغوزی متحد با قره قویونلوها است که در حال حاضر بخشی از آنها از زمان سلجوقیان تا کنون در همدان سکونت دارند. الپاوت در زبان مغولی به معنای «تابعین رئیس و صاحبان ملک» است.

## تاریخچه
در جلد پنجم فرهنگ جغرافیایی ایران درباره این ده اینگونه آمده است: الفاوت دهی از دهستان ترک شهرستان ملایر در ۴۵ کیلومتری شمال شهر ملایر و ۱ کیلومتری راه شوسه ملایر به همدان. دارای آب و هوای معتدل و کوهستانی. دارای ۱۱۵۷ سکنه شیعه مذهب و فارسی و ترکی زبان. دارای آب از قنات. شغل مردم زراعت است. دارای راه ماشین رو.

## جمعیت
این روستا در دهستان ترک غربی قرار دارد و براساس سرشماری مرکز آمار ایران در سال ۱۳۹۵، جمعیت آن ۱۲۵۸ نفر (۳۸۶ خانوار) بوده‌است.